# Don Bosco Garelli United FC
Der Don Bosco Garelli United Football Club ist ein philippinischer Fußballverein aus der Hauptstadt Manila. Aktuell spielt der Verein in der höchsten Liga des Landes, der Philippines Football League.

## Geschichte
Der Verein wurde 2013 von ehemaligen Seminaristen und ehemaligen Don Bosco-Studenten gegründet. Ab 2024 spielt der Verein in der ersten Liga, der Philippines Football League.

## Stadion
Seine Heimspiele trägt der Verein im Rizal Memorial Sports Complex in der Hauptstadt Manila aus. Das Stadion hat ein Fassungsvermögen von 12.873 Personen.

## Trainerchronik
Stand: Februar 2024
| Trainer        | Nation      | von               | bis              |
| -------------- | ----------- | ----------------- | ---------------- |
| Joel Villarino | Philippinen | 1. Juli 2015      | 1. März 2017     |
| Ake Pastoral   | Philippinen | 1. Juli 2023      | 1. Dezember 2023 |
| Joel Villarino | Philippinen | 17. Dezember 2023 |                  |